# Jose Dalman
Jose Dalman è una municipalità di quarta classe delle Filippine, situata nella Provincia di Zamboanga del Norte, nella regione della Penisola di Zamboanga.
Jose Dalman è formata da 18 baranggay:
- Balatakan
- Bitoon
- Dinasan
- Ilihan
- Labakid
- Lipay
- Litalip
- Lopero
- Lumanping
- Madalag
- Manawan
- Marupay
- Poblacion (Ponot)
- Sigamok
- Siparok
- Tabon
- Tamarok
- Tamil